# Kashmir (группа, Пакистан)
KASHMIR (урду کشمیر‎, с англ. — «Кашмир») — альтернативная рок-группа из Карачи (Пакистан). Она стала победителем второго сезона шоу Pepsi Battle of the Bands в 2017 году.

## История
Сформированная в 2012 году, группа выступала на различных шоу по всей стране до приглашения на шоу Pepsi Battle of the Bands. В состав группы входят: Билал Али (вокалист), Ваис Хан (соло-гитарист), Усман Сиддики (бас-гитарист), Шейн Дж. Энтони (барабанщик), Заир Заки (ритм-гитарист) и Али Раза (клавишник).

## Шоу Pepsi Battle of the Bands
Второй сезон шоу Pepsi Battle of the Bands в 2017 году продолжался два месяца. На телевидении вышло семь (еженедельных) эпизодов. Трансляция веласть и в социальных сетях. В финале шоу было проведено общественное голосование, в результате которого трофей достался группе Kashmir, а суфи-рок группа Badnaam была объявлена занявшей второе место.
Группа выиграла 5 миллионов пакистанских рупий, контракт на выпуск музыкального альбома, контракты на концерты по всему Пакистану и пожизненные авторские отчисления на свою музыку по итогам конкурса «Битва групп», оставив группу Badnaam Band на втором месте.
После победы в шоу Pepsi Battle of the Band группа KASHMIR 10 и 11 мая 2018 года соответственно выпустила на своём YouTube-канале и в SoundCloud синглы «Pareshaaniyan» и «Khwab» как часть своего предстоящего альбома.

## Acoustic Station
В 2019 году Kashmir принял участие в первом эпизоде программы Acoustic Station, созданной Кашаном Адмани на Dream Station Productions, и исполнил свою песню Soch.

## Дискография

### Pepsi Battle of the Bands
- Hamesha (кавер на EP[англ.])
- Mera Piyar (кавер на Аамира Заки[англ.])
- Buddha Baba (оригинал)
- Waqt (кавер на EP[англ.])
- Faisaly (оригинал)
- Mendah Ishq (кавер на Патханай Хана[англ.])
- Soch (оригинал)
- Ankahi (мэшап/кавер на песню Aadat[англ.] (Атиф Аслам[англ.])—Aitebar[англ.] (Vital Signs[англ.]))
- Kaaghaz Ka Jahaz (оригинал)
- Parwana Hun (оригинал)

### Студийные альбомы
- Khwaab (2020)

## Участники группы

### Окончательный состав
- Билал Али — вокал (2013—настоящее время)
- Ваис Хан — лид-гитара (2011—настоящее время)
- Усман Сиддики — бас-гитара (2011—настоящее время)
- Шейн Дж. Энтони — барабаны, перкуссия (2014—настоящее время)
- Заир Заки — ритм-гитара (2012—настоящее время)
- Али Раза — клавишные, бэк-вокал (2011—настоящее время)

### Бывшие участники
- Машхад Шахрияр — вокал (2011—2013)
- Хайдер Али — ударные (2013—2015)

## Награды
В 2017 году группа Kashmir получила премию Lux Style Award в номинации «Лучший начинающий талант в музыке» за песню «Kaaghaz Ka Jahaaz».
| Год                          | Номинируемая работа          | Категория                         | Результат                    |
| 17-я премия Lux Style Awards | 17-я премия Lux Style Awards | 17-я премия Lux Style Awards      | 17-я премия Lux Style Awards |
| ---------------------------- | ---------------------------- | --------------------------------- | ---------------------------- |
| 2017                         | Kaaghaz Ka Jahaaz            | Лучший начинающий талант в музыке | Победа                       |